# ムーンプール

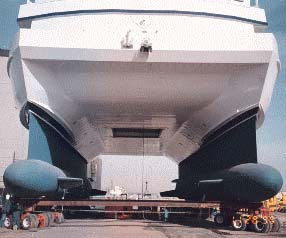
調査船RV Western Flyerの船底に設けられたムーンプール

ムーンプール（英語：Moon pool、wet porch）とは、潜水作業支援船や調査船等の船の底、海上プラットフォームや海中居住施設の構造物の底に開けられる人や装置を出入りさせるための出入り口である。
雨、風、波、流氷などからの影響を受けづらく、快適に作業を行える。